# Сули Сеферов
Самуил (Сюлейман, Сули) Боянов Сеферов е български художник живописец.

## Биография
Роден е на 8 декември 1943 година в София. През 1969 г. завършва специалност „Живопис“ в Художествената академия в класа на проф. Илия Петров. От същата година започва участието му в националните изложби и представяния на България в чужбина. Направил е над двадесет самостоятелни изложби. Член е на управителния съвет на Съюза на българските художници.
Негови картини са притежание в български и чужди частни колекции, в московския Пушкински музей, галерия „Лудвиг“ за модерно изкуство в Кьолн, Софийската градска и Националната художествена галерия, както и на всички държавни галерии и сбирки в страната.
Носител е на множество български и международни отличия, между които:
- 1969 – награда за участие в обща художествена изложба на Съюза на българските художници,
- 1971 – награда за участие в младежката изложба,
- 1984 – първа награда на Министерство на народната отбрана за произведение на патриотична тема,
- 1984 – заслужил художник,
- 1992 – кавалер на Ордена за изкуство и литература на Франция.[1]